# Figurki z Acámbaro

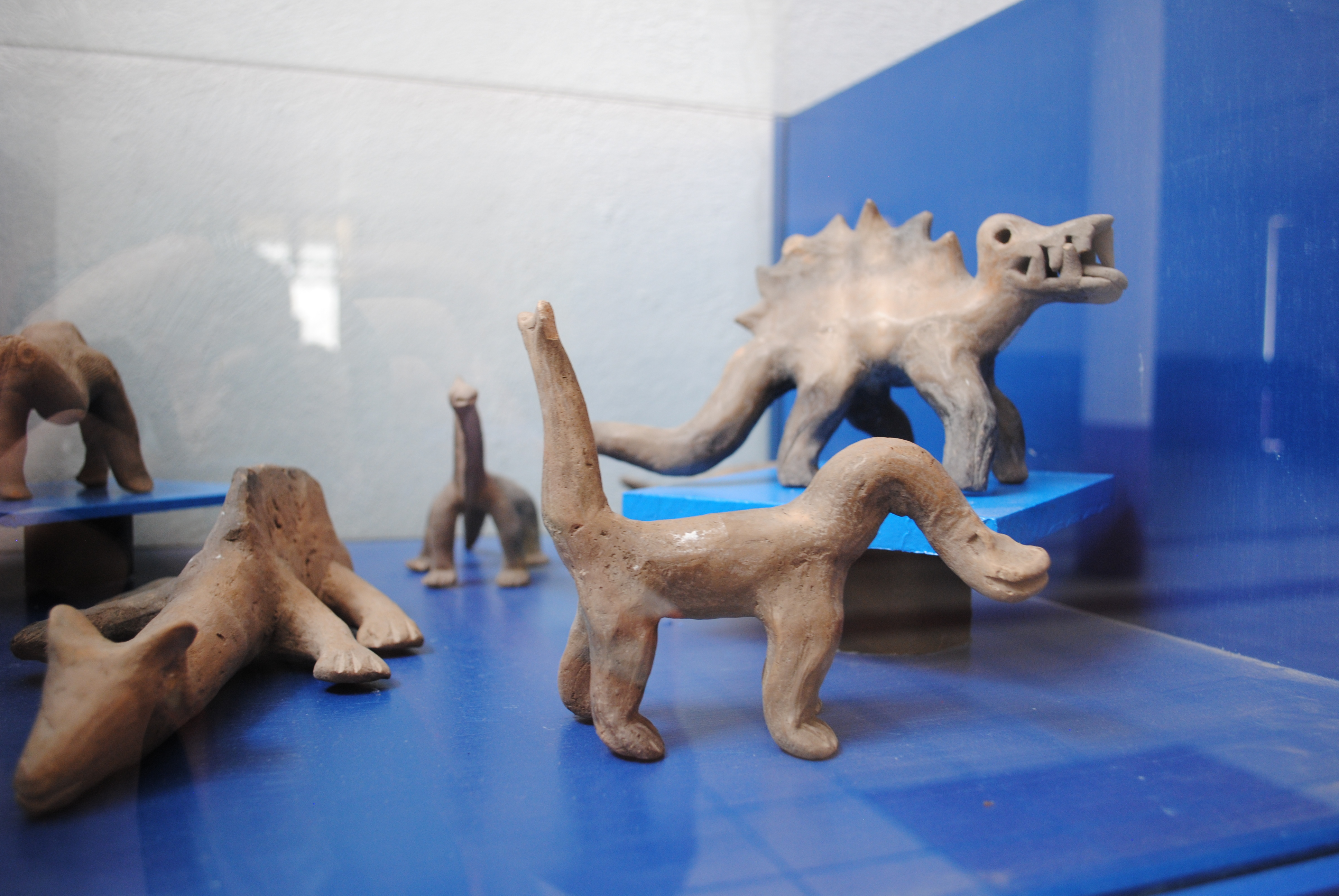
Przykładowe figurki

Figurki z Acámbaro – rzekome starożytne zabytki, mające być dowodem na współistnienie ludzi i nieptasich dinozaurów w niedalekiej przeszłości.
W 1944 roku niemiecki przedsiębiorca Waldemar Julsrud miał odnaleźć na stokach wzgórz Cerro del Toro niedaleko miasta Acámbaro w stanie Guanajuato w Meksyku tajemnicze gliniane figurki. Zachęcony odkryciem rozpoczął intensywne poszukiwanie podobnych artefaktów, w krótkim czasie odnajdując ich około 32 tysiące. Twierdził, iż należą one do wytworów kultury Chupicuaro (800–200 p.n.e.). Znalezisko szybko znalazło obrońców takich jak Charles Hapgood z Keene College w New Hampshire.
Przeprowadzone w 1972 roku przez Museum of Pennsylvania datowanie radiowęglowe materiału, z którego wykonano figurki, wykazało datę ok. 5000 lat. Z kolei wyniki datowania termoluminescencyjnego dały wiek między 6000 a 1500 lat. Artefakty wyglądają jednak młodo i nie posiadają ubytków, nie znaleziono na nich także śladów patyny oraz żadnych narzędzi w pobliżu, co wskazuje iż wyrzeźbiono je dopiero niedawno. Choć spekuluje się, iż niewielka część artefaktów może być autentyczna i przedstawiać fantastyczne potwory mitologiczne, większość przypomina jednak bardziej rękodzieło tworzone na potrzeby przemysłu turystycznego.
Znalezisko uważane jest powszechnie przez badaczy za niezbyt wyszukane oszustwo. Wysunięto przypuszczenie, iż Julsrud został oszukany przez swoich pracowników, którzy wykonali figurki w celach zarobkowych (za każdą dostarczoną Julsrudowi otrzymywali dolara). Poza dinozaurami, niektórymi udomowionymi przez człowieka, przedmioty przedstawiają różne gatunki ssaków wymarłe w Ameryce przed końcem epoki lodowcowej i dziwaczne hybrydy złożone z części różnych zwierząt. Dinozaury przedstawione są mocno schematycznie, co nie pozwala przyporządkować ich do żadnych konkretnych gatunków, a wiele z nich ma tylko dwie nogi. Znalezisko pozbawione jest też jakiegokolwiek kontekstu archeologicznego, na obszarze Mezoameryki nie znaleziono żadnych podobnych wyrobów. Archeolog Charles Di Peso na początku lat 50. odwiedził i obejrzał miejsce odkrycia, publikując następnie krytyczny artykuł na łamach American Antiquity. Jak stwierdził, figurki wyglądały na nowe, a nie pochodzące sprzed kilku tysięcy lat, warstwa ziemi zaś, spod której miano je wydobyć, była świeża i nosiła ślady ubijania.